# Aegomorphus clavipes
Aegomorphus clavipes là một loài bọ cánh cứng trong họ Cerambycidae.

## Hình ảnh

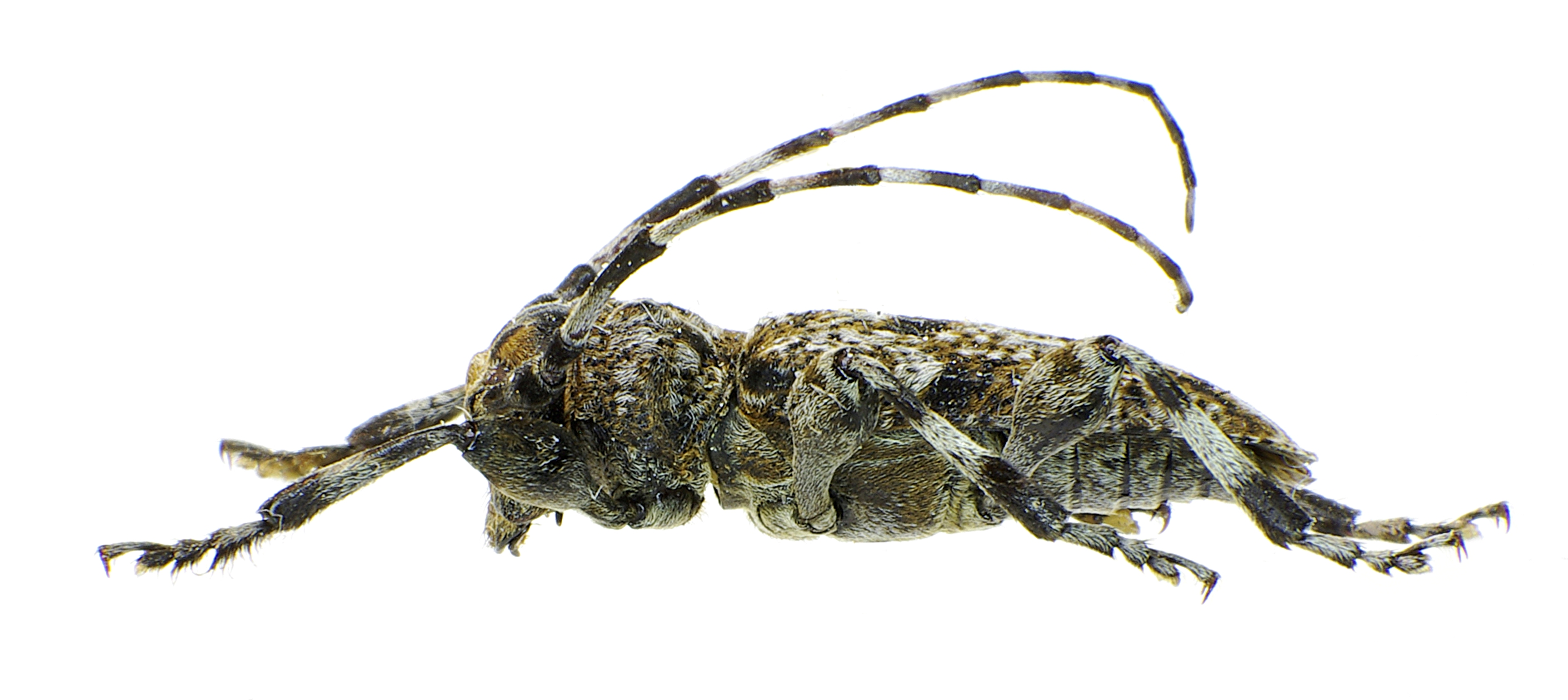
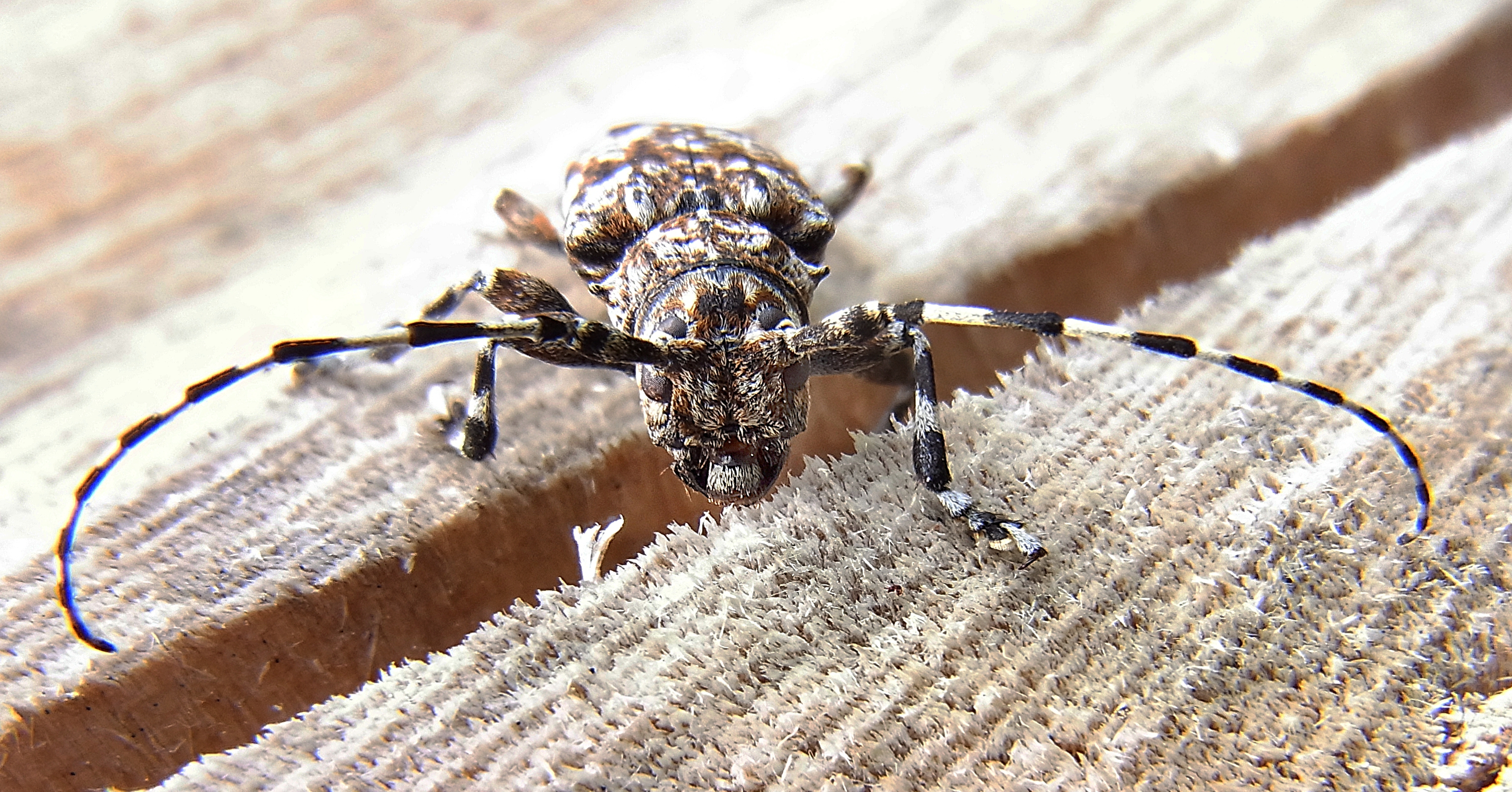
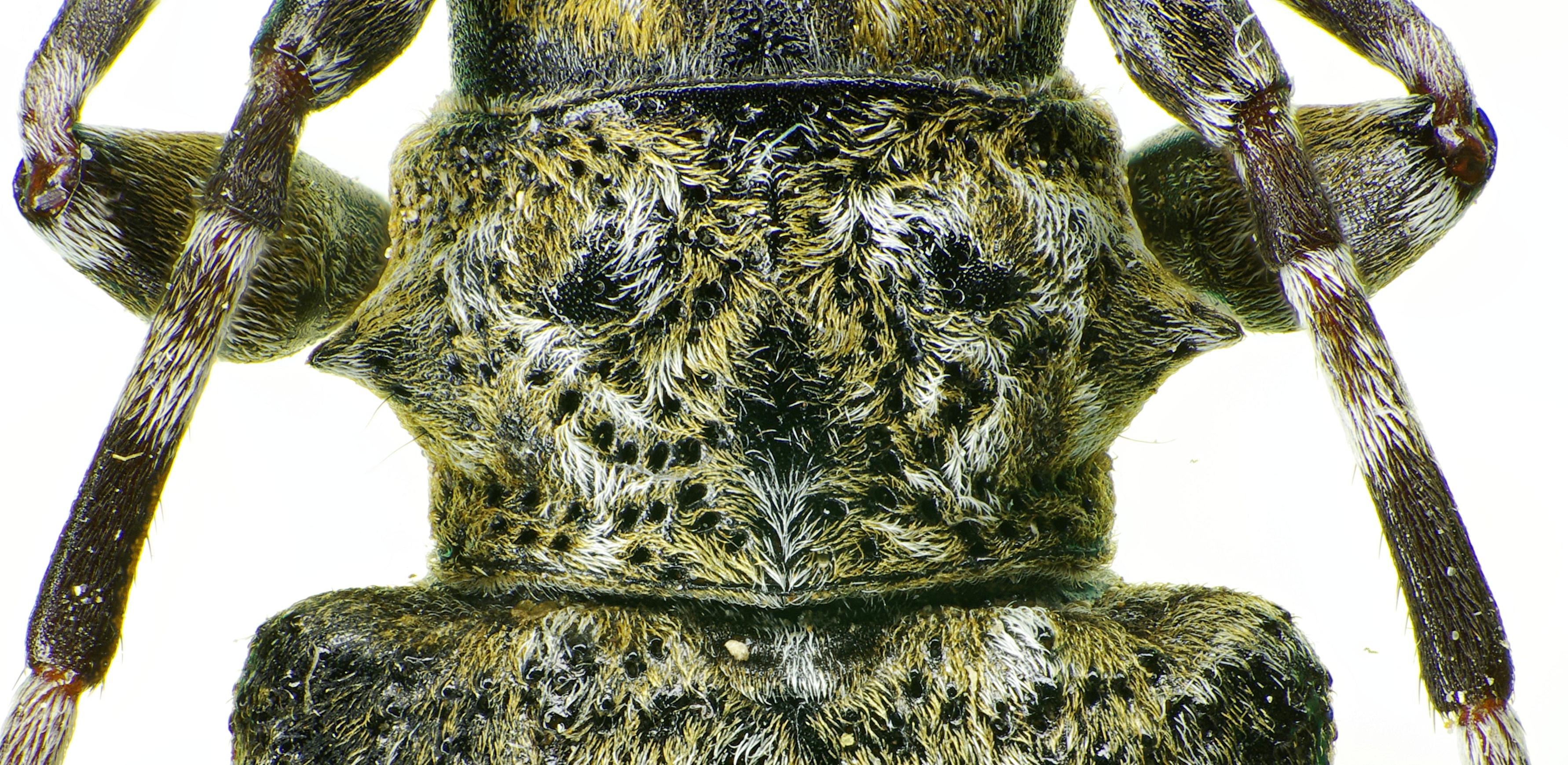